# Caffrocrambus endoxantha
Caffrocrambus endoxantha là một loài bướm đêm trong họ Crambidae.